# Фантастические и спекулятивные марки Гражданской войны в России

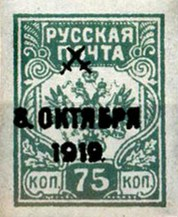
Надпечатка на марках 4-го выпуска Западной добровольческой армии

Фантастические и спекулятивные марки Гражданской войны в России — выпуски марок периода Гражданской войны, которые появились, чтобы удовлетворить спрос зарубежных филателистов, у которых не было возможности получать выпускаемые различными почтовыми администрациями марки. Первоначально перечень фантастических, спекулятивных и сфальсифицированных выпусков состоял из 32 пунктов. Несколько выпусков из этого перечня впоследствии были признаны официальными.

## Выпуск с изображением сибирского герба и надписью «Автономная Сибирь»
Марки были выпущены в Китае Советом уполномоченных организаций автономной Сибири («Плакатное правительство», правительство Сазонова) в 1926 году. На марках был изображён герб Сибири образца 1918 года и надпись «Автономная Сибирь». Всего была выпущена 21 марка различных номиналов (от 1 копейки до 10 рублей), с тремя разными типами дизайна.
. Согласно каталогу Бова, общий тираж насчитывал 500 000 штук. Однако практически все марки были уничтожены властями Китая по запросу СССР.

## Выпуск генерала Врангеля в Константинополе
Инициатором выпуска стал А. Срединский, который организовал изготовление последнего выпуска генерала Врангеля в Крыму. Между ним и В. М. Эссаяном был заключён договор о продаже последним Русскому Правительству неиспользованных русских марок с наложением на них надпечатки, состоящей из надписи «ПОЧТА РУССКОЙ АРМИИ» и нового номинала в рублях.
Поселившись в Париже, А. Срединский продолжал делать надпечатки и изготавливать почтовые отправления как доказательство того, что марки действительно были в почтовом обращении, но подлинные прошедшие почту письма и почтовые карточки так до сих пор и не найдены. Например, в подробнейшей книге воспоминаний «Русские в Галлиполи» (495 страниц) пишется о том, что почту привозили приезжавшие представители Всероссийского союза городов и Всероссийского Земского Союза, а о «Русской почте» Срединского нет ни слова, хотя конвертов со штемпелем «Галлиполи» вполне предостаточно.

## «Генеральская серия»
В 1919 году была издана агитационная серия «Вожди Белого движения», получившая также название «Генеральская серия». Серия состоит из семи марок, выполненных в стиле «романовского» выпуска марок Российской империи. Автор её дизайна, заказчик и издатель неизвестен.
На марках помещены портреты видных деятелей Белого движения; каждый рисунок сопровождается лозунгом:
- А. В. Колчак — Верховный Правитель России (во времена его служения на флоте): «За единую Россию» (красная).
- А. В. Колчак — Верховный Правитель России (во время Гражданской войны): «За свободную и единую Россию» (оранжевая).
- М. В. Алексеев — Основатель и руководитель Белого движения на Юге России: «Добрармия — это Россия» (оливково-зелёная).
- Л. Г. Корнилов — 1-й командующий Добровольческой Армией: «За Родину и за свободу» (тёмно-коричневая).
- А. И. Деникин — Главнокомандующий ВСЮР: «Граждане рабочие и крестьяне — все за единую Россию» (фиолетово-лиловая).
- В. З. Май-Маевский — Командующий Добровольческой Армией: «Вперёд до стен Московского Кремля» (синяя)
- Последняя марка серии была выполнена по картине, посвящённой подвигу о. Стефана (Щербаковского), относящейся к русско-японской войне — священник с поднятым крестом впереди в момент атаки русской пехоты, лозунг — «Русские! За веру и за Отечество!» (тёмно-зелёная).

Известны ошибки печати марок «Генеральской серии» — перевернутые надпечатки, смещения и пропуски перфорации. Встречаются редко, предположительно были выпущены в очень малом количестве.

## Фантастический выпуск марок «Единая Россия (генерал Деникин)»

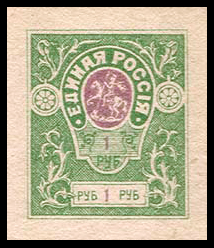
Фантастический выпуск от имени Главного командования ВСЮР (1919)

В 1920 году в продаже появилась серия марок с несколько отличающимся от марок «Единой России» дизайном. Вместо боковых номиналов были поставлены розетки, что позволило использовать одну и ту же печатную форму кадра при печати всех номиналов. Марки отличаются не только дизайном, но и цветом. Выпуск марок «Единая Россия» достаточно хорошо задокументирован в Журнале заседаний Особого совещания при главкоме ВСЮР, тогда как никакой документации о выпуске марок с розетками до сих пор не найдено.
В пользу того, что выпуск был фантастическим, говорят и следующие факты:
- Отсутствие точки после сокращения «руб» говорит о том, что выпуск, скорее всего, иностранного происхождения, поскольку в те стародавние времена отсутствие точки после сокращения считалось грубой орфографической ошибкой.
- Можно предположить, что сделать одну и ту же печатную форму для всех номиналов и, тем самым, сэкономить время подготовки тиража к выпуску, представляется разумным, но и с этим не всё так просто, так как нужно учесть, что эта экономия никак не покрывается потерями времени при печати всего выпуска, так как печатать кадры всех 8-ми номиналов можно только на одной печатной машине, что займёт намного больше времени, чем одновременная их печать на 8-ми. Такой «производственный процесс» был выгоден только изготовителю фантастического выпуска.
- Поскольку уже выпущенные марки «Единой России» из обращения не изымались, поступавшие в изменённых цветах в почтовые конторы «розетки» должны были вызвать путаницу, так как почтовый чиновник вряд ли рассматривал номиналы на марках, привыкнув различать их по цвету.

## Выпуск Железной дивизии
В 1919 году был изготовлен фантастический выпуск Железной дивизии.
«Deutschen Briefmarken-Zeitung» пишет об этих марках следующее:

«Новый пример мошенничества: на рынке появились немецкие марки серии „Германия“ с ручной надпечаткой „З. А.“ в круге или с „З. А.“ и новым номиналом в прямоугольнике! После вхождения Железной дивизии в состав Западной Армии её самостоятельная немецкая полевая почта „вследствие веской необходимости“ (!) должна была надпечатать имевшиеся запасы немецких марок известными с I выпуска начальными буквами русских слов „Западная Армия“ и выпустить их в обращение, как это по всей форме хочет засвидетельствовать бывший служащий полевой почты (вероятно, также документально)!»
Добавить к этому практически нечего. Совершенно понятно, что никакой необходимости в этих марках не было, да и наличие серьёзных запасов марок у полевой почты вызывает очень большие сомнения, так как корреспонденция военнослужащих пересылалась бесплатно.
Надпечатка на первой марке, вероятнее всего, фальшивая, так как поверить в то, что были изготовлены две одинаковых надпечатки разного размера, достаточно трудно.

## Надпечатки на марках 4-го выпуска Западной добровольческой армии (ЗДА)
По какой-то причине марки последнего выпуска ЗДА, изготовленные литографом Гоцем, очень полюбились фальсификаторам, которые снабжали и снабжают их самыми разнообразными надпечатками.
Как можно видеть, на этих марках есть даже армянские надпечатки и надпечатки Константинопольского выпуска генерала Врангеля.
На марках Гоца были сделаны надпечатки (предположительно в 1920 году), о которых следует поговорить отдельно. Вполне возможно, что надпечатка «Единство и Свобода» была произведена одной из белоэмигрантских организаций, которые выпускали агитационные марки и открытки.
Марки с перекрещёнными мечами и датой «8 октября 1919» даже удостоились послания Всемирному почтовому союзу в Берне, якобы отправленного «Комитетом латвийского самоуправления», в котором пишется, что «Западно-русская добровольческая армия в память начавшегося выступления армии против большевиков выпустила 12 октября 1919 года серию знаков почтовой оплаты с надпечаткой „8 октября 1919“ (на русском языке) и 2-х находящихся над надписью перекрещенных мечей тиражом 10 000 серий, состоящих из 8-ми марок». Оказывается, что «согласно соглашению между Западной Армией и Комитетом латышского самоуправления Почтово-телеграфное управление находится под контролем латышского самоуправления», поэтому Комитет любезно «разрешил Западной армии выпустить вышеупомянутые знаки почтовой оплаты в обращение». Подписавшие этот «документ» Председатель комитета Кампе и член комитета д-р Т. Ванкин видимо запамятовали, что 12 октября марки ЗДА всё ещё печатались в Берлине и сделать на них в Митаве надпечатки не было никакой физической возможности.

## Фантастические марки русского Леванта
Вот что пишет об этих марках Э. Маркович:

Большая серия, состоящая из виньеток разных рисунков марок выпуска, большинство которых имитируют марку Русского Леванта № 3. Все марки без зубцов. Имеются три разных рисунка. На мелких достоинствах изображена цифра достоинства и слово «paras». Надпись вокруг цифры «Восточная марка».

## Выпуск Новочеркасска
Надпечатки Новочеркасска очень похожи на надпечатки Кубани, но различить их достаточно легко. Некоторое время этот список фигурировал в каталогах.

## Одесский «Помгол»
|  |  |  |  |  |  |  |

Выпуск был изготовлен в 1919 году итальянским предпринимателем Марко Фонтано. Рисунки марок выполнены в стиле модерн. Марки были запущены в продажу Товариществом итальянской филателии (Венеция).

## Надпечатка «Occupation Azerbaijan» (Оккупация Азербайджана)

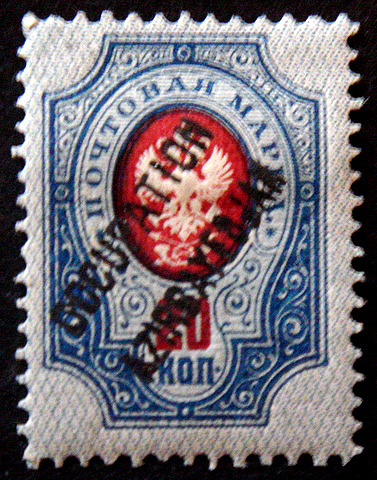
«Occupation Azirbayedjan»

В 1918 году был осуществлён фантастическо-спекулятивный выпуск марок английской оккупационной администрации Азербайджана. На марках Российской империи была сделана косая двухстрочная чёрная надпечатка «OCCUPATION/AZIRBAYEDJAN». Эти марки якобы были изготовлены к 10 мая 1917 года и известны с фальшивыми гашениями с датами 10.5.1917 и 19.10.1917, а также известны гашёными на фальсифицированных конвертах. Надпечатки изготавливались в Париже и Италии. Многие фальсификаты имеют на обороте фальшивые оттиски гарантийных штампиков.
Существует версия, что надпечатки были сделаны муссаватистским правительством по заказу каталога «Ивер», но вполне возможно и участие в этом не совсем благородном деле эмигрантов из России.

## В память освобождения России

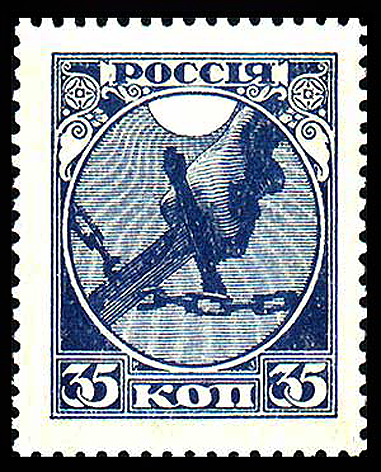

Предположительно в 1919 году в Берлине вышла серия из трёх марок оригинального рисунка «В память освобождения России», поначалу приписываемая Западной добровольческой армии. На марках были изображены следующие сюжеты: 50 копеек — человек с разорванной цепью, 70 копеек — горнист, 80 копеек — пейзаж. Эти марки встречаются с чёрной надпечаткой шестиконечной звезды и нового номинала.
К выпускам белых эти марки никакого отношения иметь не могут, так как слова «В память освобождения» говорят об освобождении, как об уже свершившемся факте. Кроме того, символика разрыва цепей [царизма] использовалась левыми, а не белыми. Достаточно вспомнить первую марку Российской Республики, нарисованную Р. Зарриньшем, на которой рука с мечом разрубает цепь. Это позволяет предположить, что марки были выпущены в 1917 году после Февральского переворота.

## Отдельный отряд Белорусской Народной Республики
|  |  |  |  |  |

Каталог под редакцией Ф. Г. Чучина называет этот выпуск фантастическим и спекулятивным, который в почтовом обращении не существовал. К этому же выводу приходят и зарубежные филателисты, занимавшиеся этим выпуском: Э. Маркович, Р. Полчанинов, А. Росселевич, С. Хорнби, В. Леш, барон К. Штакельберг и другие.
И действительно, документы, хранящиеся в Национальном Архиве Республики Беларусь это только подтверждают, хотя и были изготовлены с целью доказать официальность выпуска. Ход событий выглядит следующим образом:
- 19 января 1920 года глава Военно-дипломатической миссии в Латвии и Эстонии К. Езовитов просит Министра финансов Латвии разрешить печатание марок Отдельного отряда Белорусской Народной Республики в государственной типографии Латвии и получает его согласие.
- 30 января 1920 года выдаётся доверенность (на белорусском языке) Михаилу Ляховичу на ведение переговоров с продавцами марок о реализации выпуска.
- Дабы придать выпуску необходимую официальность 3 февраля 1920 года составляется нижеследующий акт, который открытым текстом подтверждает спекулятивность выпуска:

«Мы, нижеподписавшиеся, составили этот акт в том, что в поиске денежных средств для потребностей Особого отряда Белорусской Народной Республики в Эстонии и белорусского представительства в Балтике, остановились на выпуске почтовых марок Особого отряда Белорусской Народной Республики и постановили просить шефа Военно-Дипломатической Миссии Белорусской Народной Республики в Латвии и Эстонии генерал-майора Езавитова, чтобы он, пользуясь своими связями в Правительстве Латвии, изготовил в Риге выпуск упомянутой марки в том количестве и виде, в каком это будет возможно».
- 14 февраля подпоручик Ю. Гладкий получает первую партию марок в типографии.
- 28 февраля в Мариенбурге открывается полевая почтовая контора для приема писем, посылаемых в Белоруссию и оплаченных марками Отдельного отряда БНР. Интересно, что никакой информации об этой конторе в архиве нет. Точно так же нет и подлинных почтовых отправлений, обработанных этой конторой.

Таким образом, говорить об официальности выпуска никак не приходится.

## Северная армия
В конце 1919 года в Северной Области (под управлением генерала Е. К. Миллера) была изготовлена серия из семи марок оригинального рисунка  (Mi #I-VII). Беззубцовые марки были отпечатаны литографским способом на белой бумаге без водяных знаков. На них изображён герб Российской Республики и даны надписи: «Россія Сѣв. Армія». Этот выпуск почти 100 лет считался фантастическим. Тем не менее эти марки являются легитимными, но не успевшими попасть в обращение в связи с занятием Красной Армией Архангельска в начале 1920 г. Все марки существуют с фальшивыми гашениями, выполненными сине-серой краской.
| Марки, выпущенные Северной армией (1919—1920) |
| --------------------------------------------- |
|                                               |
| (Mi #II-VII)                                  |

## Фантастические выпуски Туркестана
Э. Маркович пишет о пяти фантастических выпусках Туркестана, но реально попадаются на филателистическом рынке только два.

### Надпечатки нового номинала на марках Российской Империи
|  |  |  |  |  |  |  |  |  |  |

Марки появились в продаже в 1920 году, как выпущенные бароном Унгерн-Штернбергом перед отступлением его армии из Восточного Туркестана в Монголию. В выпуске 20 марок (показано 10) с надпечатками на беззубцовых 1- и 2-копеечных марках Российской Империи. Марки явно иностранного производства, так как в слове «РУБ» (номиналы в 5 и 10 рублей) вместо буквы «Б» напечатан мягкий знак («Ь»).

### Марки с оригинальными рисунками
|  |  |  |  |  |  |

Марки появились на филателистическом рынке в 1924 году. В каталоге коллекции барона Шарфенберга указано, что эти марки были изготовлены в Италии, но капитан Шрамченко считал местом их производства Париж.
Э. Маркович сообщает о выпуске с ручными фиолетовыми надпечатками «РУБ» на этих марках, которые вероятно чрезвычайно редки, так как никаких иллюстраций он в своей статье не приводит.
По свидетельству капитана Шрамченко эти марки были также использованы при изготовлении в марте 1924 года выпуска Восточно-Туркестанской Белой Армии генерала Сычёва. На них были сделаны 5-строчные надпечатки:

1. В. Т. К. П. (Восточно-Туркестанское краевое правительство)
2. Заря
3. Освобождения
4. России
5. 1924 г.

### Сартские надпечатки на рублёвых номиналах марок Российской Империи
Ссылаясь на г-на Посела, Э. Маркович сообщает о надпечатках на рублёвых номиналах марок Российской Империи, выполненных на сартском наречии и приводит изображение надпечатки на 10-рублёвой марке.

## Выпуск украинских повстанцев в Хотинском уезде (Бессарабия)
В ноябре 1918 года Румыния аннексировала Бессарабию, а 13 января 1919 года румынские войска заняли город Хотин, что привело к восстанию местного украинского населения, вспыхнувшему в ночь на 19 января 1919 года во многих селах Хотинского уезда и даже в Сорокском уезде. Через две недели восстание было подавлено, но на свет появились надпечатки «трезубец/ХОТИНЪ/1919» на русских, румынских и даже австрийских марках.